# Ла-Валет-дю-Вар
Ла-Вале́т-дю-Вар (фр. La Valette-du-Var) — коммуна на юго-востоке Франции в регионе Прованс — Альпы — Лазурный берег, департамент Вар, округ Тулон, кантон Тулон-3.
Площадь коммуны — 15,5 км², население — 22 067 человек (2006) с тенденцией к стабилизации: 21 155 человек (2012), плотность населения — 1365,0 чел/км².

## Население
Население коммуны в 2011 году составляло — 20 851 человек, а в 2012 году — 21 155 человек.
| 1962 | 1968  | 1975  | 1982  | 1990  | 1999  | 2006  | 2011  | 2012  |
| ---- | ----- | ----- | ----- | ----- | ----- | ----- | ----- | ----- |
| 6949 | 11194 | 14745 | 18296 | 20687 | 21739 | 22067 | 20851 | 21155 |

Динамика населения:

## Экономика
В 2010 году из 13 068 человек трудоспособного возраста (от 15 до 64 лет) 9447 были экономически активными, 3621 — неактивными (показатель активности 72,3 %, в 1999 году — 67,1 %). Из 9447 активных трудоспособных жителей работали 8383 человека (4170 мужчин и 4213 женщин), 1064 числились безработными (539 мужчин и 525 женщин). Среди 3621 трудоспособных неактивных граждан 1204 были учениками либо студентами, 1289 — пенсионерами, а ещё 1128 — были неактивны в силу других причин.
На протяжении 2010 года в коммуне числилось 9617 облагаемых налогом домохозяйств, в которых проживало 21 449,5 человек. При этом медиана доходов составила 19 тысяч 863 евро на одного налогоплательщика.

## Города-побратимы
- Льеван (с 2000)
- Филлинген-Швеннинген (с 1970)
- Сомма-Ломбардо
- Новочеркасск (с 1992)
- Бокша (с 1990)